# Hai avuto un castello
Hai avuto un castello (Have You Got Any Castles?) è un film del 1938 diretto da Frank Tashlin. È un cortometraggio d'animazione della serie Merrie Melodies, uscito negli Stati Uniti il 25 giugno 1938. Il cortometraggio divenne di pubblico dominio nel 1966 quando il suo ultimo detentore dei diritti, la United Artists, non riuscì a rinnovare il copyright originale entro il periodo di 28 anni richiesto.

## Trama
Quando l'orologio a cucù di una biblioteca suona la mezzanotte, il banditore (una caricatura di Alexander Woollcott, che conduceva un programma radiofonico intitolato The Town Crier) fa una breve introduzione. Successivamente, numerosi personaggi provenienti dalla trama o dalla copertina di opere di narrativa presenti nella biblioteca (molti dei quali sono caricature di attori o conduttori radiofonici) prendono vita ed escono dai libri. Tra questi vi è Rip van Winkle che, avendone abbastanza della confusione che gli impedisce di dormire, apre il libro Uragano e spazza via tutti i personaggi riportandoli ai loro libri. Appare quindi nuovamente il banditore che conclude l'atto, quindi viene mostrato l'orologio a cucù dove Rip, che ha imbavagliato il cuculo, finalmente dorme profondamente.

## Distribuzione

### Censura
Woollcott richiese che le scene in cui appare la sua caricatura fossero rimosse dopo la sua morte. Le scene che coinvolgono il banditore vennero quindi tagliate a partire dalla riedizione Blue Ribbon uscita il 1º febbraio 1947 col titolo Have You Got Any Castles, e ripristinate solo nell'edizione DVD. Il cortometraggio non va comunque in onda sulla televisione statunitense dall'inizio degli anni 2000 a causa di alcune scene con stereotipi razziali, tra cui una che riutilizza animazioni dal corto dei Censored Eleven Clean Pastures (1937).

### Edizione italiana
Il doppiaggio italiano del corto fu eseguito nel 2005 dalla Time Out Cin.ca per l'uscita in DVD e diretto da Massimo Giuliani. Non essendo stata registrata una colonna internazionale, la musica presente durante i dialoghi fu sostituita e le canzoni furono mantenute in inglese.

### Edizioni home video

#### VHS
America del Nord
- The Golden Age of Looney Tunes Volume 1: 1930s Musicals (1992)

#### Laserdisc
- The Golden Age of Looney Tunes (11 dicembre 1991)

#### DVD
Il corto fu pubblicato in DVD-Video nel quarto disco della raccolta Looney Tunes Golden Collection: Volume 2 (intitolato Looney Tunes All-Stars: On Stage and Screen) distribuita in America del Nord il 2 novembre 2004; il DVD fu pubblicato in Italia il 16 marzo 2005 nella collana Looney Tunes Collection, col titolo All Stars: Volume 3. In America del Nord fu inserito anche nel secondo disco della raccolta DVD Looney Tunes Spotlight Collection Volume 2, uscita il 2 novembre 2004. Fu poi inserito come contenuto speciale nell'edizione DVD di Invito alla danza (in cui compare la canzone che dà il titolo al cortometraggio), uscita in America del Nord il 16 settembre 2008.